# Josef Willmann
Josef Willmann (* 1862 in Luzern; † 1943 ebenda) war ein internationaler Geschäftsmann im Eisen- und Kohlehandel, sowie Kunstsammler und Mäzen. Er stammte aus einer angesehenen Kunstschlosserfamilie und war einer der bekanntesten Luzerner seiner Zeit.

## Herkunft
Seine Familie stammte aus St. Peter im Schwarzwald, von wo sich 1787 sein Vorfahre, Josef Willmann (1754–1831), einer der bedeutendsten Kunstschlosser seiner Zeit, in Luzern niederliess. Das Patriziat wie auch der Klerus nahmen seine Dienste gern in Anspruch. So brachte es die Familie zu Wohlstand, umso mehr, als sie der Kunstschlosserei einen ausgedehnten Eisen- und Kohlehandel anfügten. Die Familie verkehrte mit Staatsmännern und Kirchenleuten und unterhielt Kontakte zu namhaften Künstlern (Zünd, Schwegler, Pfyffer, Zelger).

## Der Unternehmer
Das Ansehen der Familie zeigt sich auch darin, dass Josef Willmann 1868 im Alter von sechs Jahren mit seiner jüngeren Schwester in Begleitung ihrer Mutter bei einer arrangierten Begegnung auf der Luzerner Quai-Promenade Königin Victoria vorgestellt wurde, als diese ihre Ferien in Luzern verbrachte. Ferner hatte er 1893 eine Begegnung mit Kaiser Wilhelm II., als dieser in Luzern weilte, was ihm geschäftlich sehr dienlich war, da er im selben Jahr das Unternehmen von seinem Vater uebernommenen hatte. Bald konnte er dieses zu einem überseeischen Handelshaus ausbauen. Dank seiner Sachkenntnis sass er im Verwaltungsrat der Dampfschiffgesellschaft, der Luzerner Brauerei Eichhof sowie im Bankrat der Schweizerischen Nationalbank.

## Der Kunst und Kultur zugewandt
Sein Urteil in Wirtschaftsfragen war so gefragt wie seine kunstgeschichtlichen Kenntnisse, denn er betätigte sich auch als Kunstsammler. Diese Leidenschaft hatte er von seiner Mutter, die aus der Luzerner Künstler- und Lithografenfamilie Eglin stammte. Josef Willmann engagierte sich im Grossen Stadtrat ebenso, wie er auch gemeinnützigen, kulturellen und geselligen Vereinigungen zugetan war. Insbesondere war er grosszügiger Zunftmeister der traditionsreichen Zunft zu Safran. Er war ausserdem ein trefflicher Reiter und Liebhaber rassiger Pferdegespanne. Nicht weniger fasziniert war er von der modernen Technik, und so fand man ihn in vorderster Front, als Luzern mit dem Luftschiff Ville de Lucerne einen kühnen Schritt in die Zukunft wagte.

## Wohnsitz und Familie

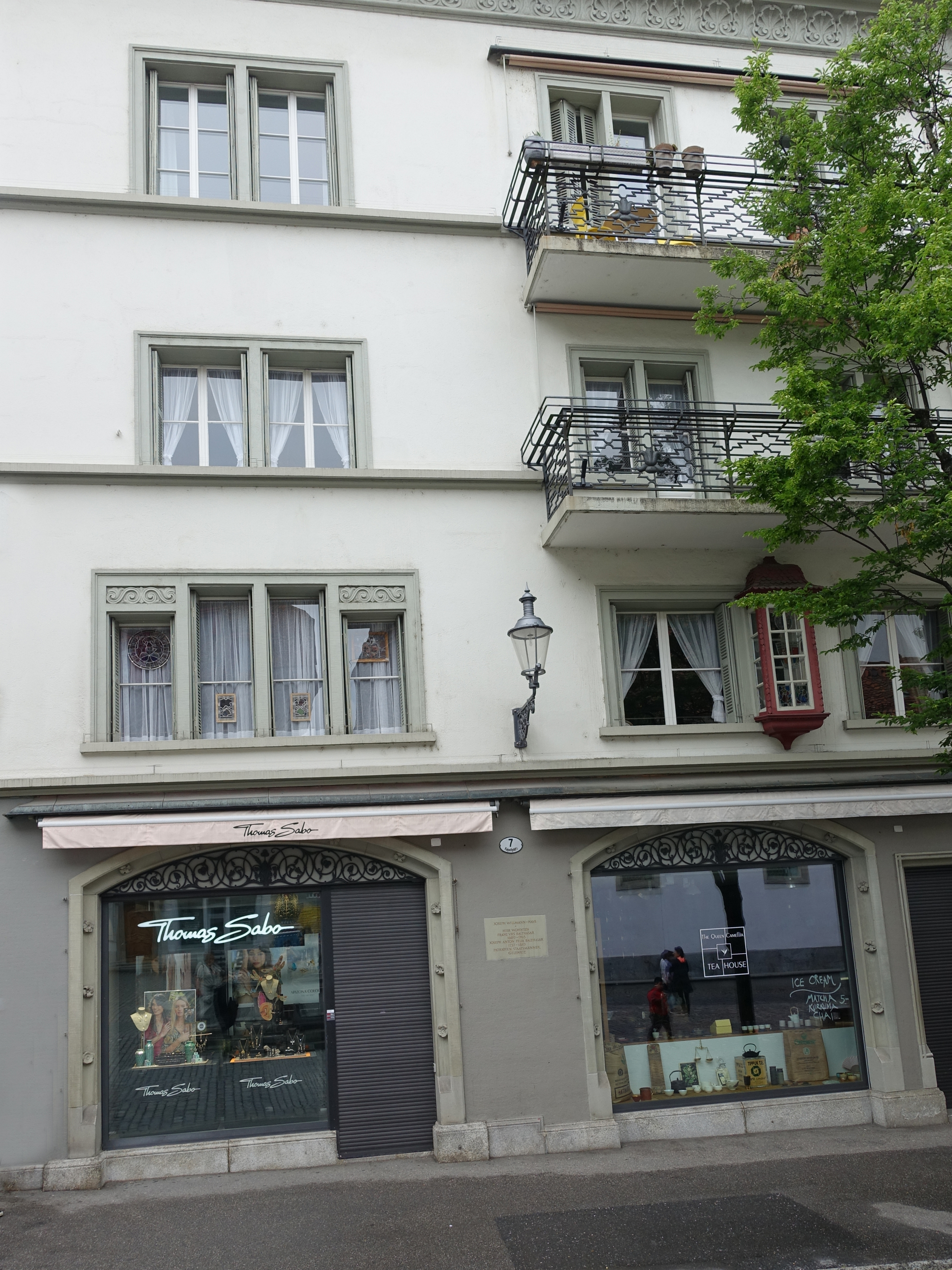
Joseph Willmann-Haus, Kapellplatz 7 in Luzern. Hier wohnten Franz Urs und dessen Sohn Joseph Anton Felix Balthasar.

Josef Willmann bewohnte mit Mutter und Schwester das Patrizierhaus am Kapellplatz, das sein Grossvater, der Geschäftsmann und Hauptmann Ferdinand Willmann (1800–1879), einst erworben hatte. Der Kapellplatz war Luzerns renommierteste Adresse, besonders zur Zeit der Belle Époque, als hier Grossbürger und Patrizier in viktorianisch-wilhelminischer Beschaulichkeit unter sich waren.
Das Verhältnis zu seiner Schwester war schwierig, da sie im Gegensatz zu ihrem bürgerstolzen Bruder von aristokratischer Gesinnung und nobler Lebensart war. Herrschaftlich umgab sie sich mit kostbaren Antiquitäten und war erfreut, als sich eine ihrer Töchter mit einem Mitglied einer Luzerner Patrizierfamilie vermählte. Das Verhältnis zum Bruder war auch deshalb schwierig, da sie es war, die die repräsentative Beletage bewohnte, was sich erst 1927 mit dem Tod ihres Ehemannes änderte.
1887 heiratete er Anna Ronca, die aus einer angesehenen, aus Como zugewanderten und mit den Dichterfamilien Brentano und von Arnim verwandten Familie stammte. 1918 ereilte ihn ein herber Schicksalsschlag, als sein einziger Sohn an der Spanischen Grippe starb. Während des Zweiten Weltkrieges hatte Willmann, wohl zum Zwecke der Selbstversorgung, unweit der Stadt ein Landgut mit herrlicher Rundsicht erworben, das später seine Tochter Emilie (1899–1973) in jenes idyllische Arkadien verwandelte, das in seinem vornehm-biedermeierlichen Ambiente stets an Darstellungen englischer Jagd- und Country-Szenen erinnerte.

## Die Stiftung
1943 widmete Josef Willmann seine Liegenschaft am Kapellplatz, einst Patriziersitz der bedeutenden Familien Balthasar und Schumacher, samt seinen Sammlungen als Josef-Willmann-Stiftung der Stadt Luzern. Zweifellos wollte er nach dem Verlust seines Sohnes auf diese Weise die Kontinuität seines Lebenswerkes sichern. Lange hieß es: was für Bern das Von-Wattenwyl-Haus, ist den Luzernern der Patriziersitz am Kapellplatz. Das Haus wurde zum Treffpunkt prominenter Gäste, nicht nur wegen der Ausstattung, sondern auch weil der Bau reich an geschichtlichem Leben ist.